# استاروکرایچیکوو
استاروکرایچیکوو (به لاتین: Starokraychikovo) یک منطقهٔ مسکونی در روسیه است که در سرزمین آلتای واقع شده‌است.